# Zbigniew Boczar
Zbigniew Boczar (ur. 1 października 1928, zm. 23 lipca 2002) – polski lekkoatleta, specjalizujący się w biegach średniodystansowych i długodystansowych.

## Osiągnięcia
- Mistrzostwa Polski seniorów w lekkoatletyce (2 medale)[1]
  - Poznań 1948
    - brązowy medal w biegu na 1500 m

  - Gdańsk 1949
    - srebrny medal w biegu na 5000 m

- Reprezentant Polski w meczu międzynarodowym[2]
  - Polska – Rumunia, Warszawa 1949 (bieg na 5000 m)